# Jervand Kotsjar
Jervand Kotsjar, ook Kotsjarjan (Armeens: Երվանդ Քոչար) (Tbilisi, Gouvernement Tiflis, 15 juni 1899 - Jerevan, 22 januari 1979) was een Armeens beeldhouwer, kunstschilder, illustrator, graficus, tekenaar en decorontwerper. In Jerevan is een museum voor avant-gardekunst naar hem genoemd.

## Biografie

### Beginjaren
Kotsjar werd in 1899 in een Armeens gezin geboren in de Georgische hoofdstad Tbilisi, dat toen onder Russisch gezag stond, en zat er tot 1918 op de Nersisiaanse School. Hij studeerde daarnaast aan de O. Schmerling-kunstschool. Hierna studeerde hij nog een jaar aan het Staatsatelier voor Vrije Kunst in Moskou en in 1919 keerde hij terug naar zijn geboortestad. In 1921 slaagde hij voor het diploma als hoogleraar in de schone kunsten.
Een jaar later vertrok hij voor verdere studie naar het buitenland. Eerst ging hij naar Constantinopel en vervolgens naar Venetië.

### Parijs
Daarna vestigde hij zich in Parijs. Hier werd zijn werk goed ontvangen, hoewel zijn deelname aan de Société des Artistes Indépendants in 1928 gepaard ging met een schandaal toen twee van zijn werken werden vernield. Deze twee vormden de eerste voorbeelden van zijn nieuwe koers met driedimensionale schilderwerken, Les Peintures dans l'espace (Schilderijen in de ruimte).
Hetzelfde jaar gaf hij hier zijn eerste solotentoonstelling en in 1929 was zijn werk in Parijs te zien in de internationale tentoonstelling Panorama van Hedendaagse Kunst, waaraan ook bekende meesters meededen als Pablo Picasso, Georges Braque, Marc Chagall, Robert Delaunay en Joan Miró. In deze jaren exposeerde hij ook met Franse kunstenaars in andere westerse landen.

### Vestiging in Armenië
In 1936 verraste hij de kunstwereld door zich te vestigen in de Armeense hoofdstad Jerevan in de Sovjet-Unie. Zijn kunst vond niet altijd goedkeuring bij de Armeense autoriteiten en op beschuldiging van formalisme werd hij in 1941 en 1943 al eens vastgezet; beide malen werd hij weer vrijgelaten na tussenkomst van twee studievrienden, de staatsman Anastas Mikojan en de architect Karo Halabian.

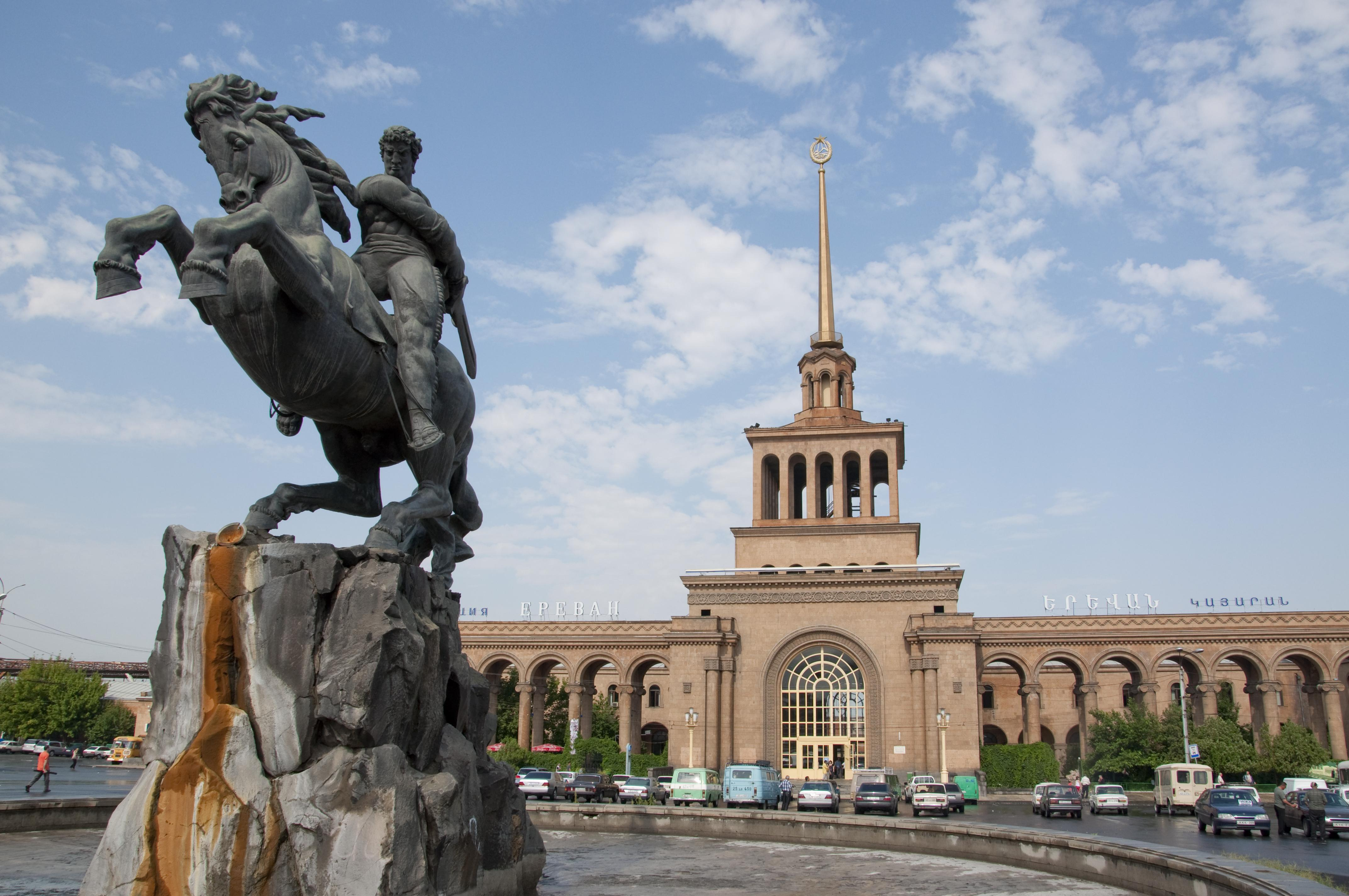
David van Sassoun (1959)

Een bekend beeld van hem gaat over David van Sassoun, de held uit de Waaghalzen van Sassoun die volgens dit epos uit de achtste eeuw de Arabische indringers uit Armenië zou hebben verjaagd. Het beeld, dat gesitueerd is voor het treinstation in de stad, leverde hem in 1967 de Staatsprijs van Armenië op.
Toen Chroesjtsjov aan de macht kwam, begon er een periode van dooi die voor Kotsjar de nodige erkenning inluidde. Na dertig jaar hield hij in 1965 in Jerevan voor het eerst weer een solotentoonstelling. Ook daarna volgden nog exposities in Moskou, Tbilisi en Bakoe. Hoewel hij niet meer buiten de Sovjet-Unie kwam, werden in Parijs in 1945 en 1965 nog wel exposities over een verzameling van zijn werk vertoond.

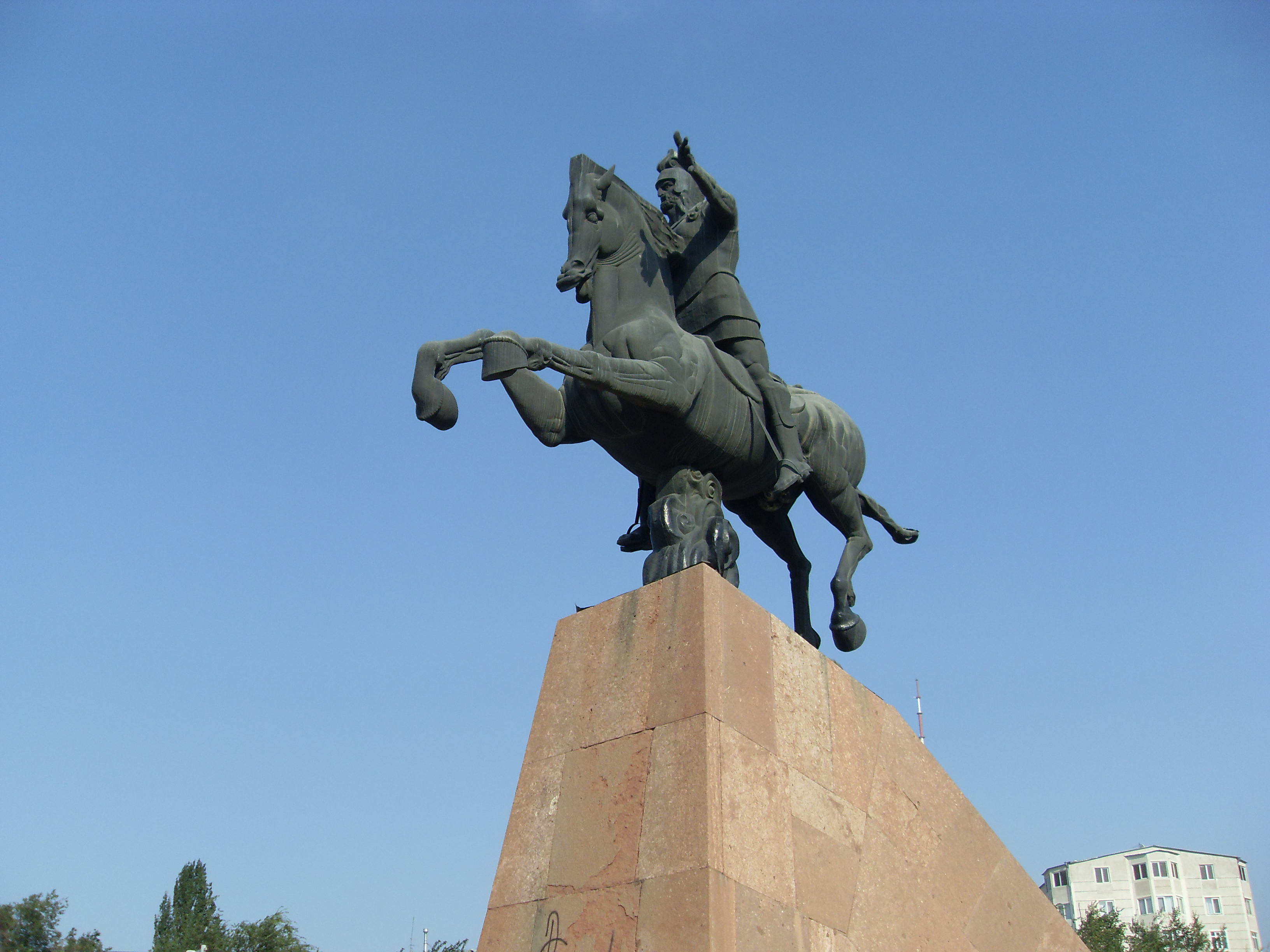
Vardan Mamikonian (1975)

Zijn belangrijkste laatste werk is een beeld van de Armeense veldheer en heilige Vardan Mamikonian dat in 1975 werd onthuld aan de 'Khanjian-straat'. 
Kotsjar bracht een variatie aan kunst voort, van grafische werken en theaterontwerpen tot standbeelden en meer. Hij werd onderscheiden met een aantal belangrijke staatsprijzen. Vijf jaar na zijn dood werd in Jerevan een museum voor avant-gardekunst geopend dat naar hem is vernoemd.
Hij was getrouwd met filoloog Manik Mkrtchian (1913-1984) met wie hij twee zoons had. Een ervan, filmregisseur Ruben Kotsjar, maakte in 1992 en in 2011 een documentaire over het leven en werk van zijn vader.
- Bibliothèque nationale de France: cb16977235w (data)
- Gemeinsame Normdatei: 12421990X
- International Standard Name Identifier: 0000 0000 6679 6591
- Library of Congress Control Number: n2006090486
- Nationale Bibliotheek van Letland: 000342660
- Nationale Bibliotheek van Israël: 987007447438705171
- RKD-Nederlands Instituut voor Kunstgeschiedenis: 46093
- Système universitaire de documentation: 172626072
- Union List of Artist Names: 500076604
- Virtual International Authority File: 940538
- WorldCat: E39PBJpPDBpQhYYbx4VJyWgFrq